# François-Xavier Ross
François-Xavier Ross (6 mars 1869 - 5 juillet 1945) est prélat catholique canadien, évêque du diocèse de Gaspé de 1922 à 1945 et fondateur des sœurs missionnaires du Christ Roi.

## Biographie
Originaire de Grosses-Roches (Québec), il est ordonné prêtre le 19 mai 1894. Il a été nommé évêque par Pie XI et consacré à l'épiscopat par Mgr Pietro di Maria en décembre 1922. Cependant l'hiver canadien l'empêche de se rendre à Gaspé avant février 1923 pour commencer à organiser le diocèse. Comme l'écrit Robert Rumilly, « le choix de ce premier titulaire prouvait l'importance attachée à l'érection du nouveau diocèse. Mgr Ross avait fait sa marque à l'École Normale, à l'Évêché de Rimouski et au Conseil de l'Instruction publique. Il savait maintenir son opinion sans transiger, mais sans heurter. Pour le développement de la péninsule, un évêque de cette trempe, entièrement occupé de la Gaspésie, vaudrait un ministre et trois députés ».
Mgr Albini Leblanc (en) lui succède en tant qu'évêque de Gaspé. Il meurt à l'Hôtel-Dieu de Québec le 5 juillet 1945. Sa dépouille est inhumée le 10 juillet dans le cimetière des Ursulines à Gaspé.
« Grand bâtisseur, Mgr Ross a contribué à la fondation de plusieurs institutions de la ville de Gaspé : le Séminaire, l’Hôtel-Dieu, l'École normale et les sœurs missionnaires du Christ Roi. Il s'est également impliqué dans la construction du pont de Gaspé et la création de coopératives de pêcheurs.

## Œuvres écrites
- Pédagogie théorique et pratique, Librairie Granger et Frères Limitée, Montréal, 4e édition en 1931.